# Josef Zeman
Josef Zeman (Drunče, 1915. január 23. – České Budějovice, 1999. május 3.) csehszlovák válogatott cseh labdarúgó, csatár, edző.

## Pályafutása

### Klubcsapatban
Az SK České Budějovice csapatában kezdte a labdarúgást, ahol 1932-ben mutatkozott be az első csapatban és négy idénye át szerepelt. 1936-ban egy rövid ideig az SK Plzeň játékosa volt, majd a Sparta Praha labdarúgója lett, ahol 1943-ig három bajnoki címet nyert a csapattal. 1943–44-ben az SK Pardubice, 1944-ben az SK Nusle csapatában szerepelt. A második világháború után egy idényen át a Čechie Karlín játékosa volt. 1946-ban visszatért anyaegyesületéhez České Budějovicébe, ahol 1948-ban fejezte be az aktív labdarúgást.

### A válogatottban
1937 és 1938 között négy alkalommal szerepelt a csehszlovák válogatottban és két gólt szerzett. Tagja volt az 1938-as franciaországi világbajnokságon részt vevő csapatnak, de a tornán nem lépett pályára.

### Edzőként
Kétszer volt nevelő egyesülete vezetőedzője. 1949-ben a Sokol JČE České Budějovice néven szereplő csapatot irányította, majd 1957 és 1959 között a Slavoj České Budějovice néven induló csapatot.

## Sikerei, díjai
Sparta Praha
- Csehszlovák bajnokság[2]
  - bajnok: 1937–38, 1938–39, 1943–44
- Cseh kupa[2]
  - győztes: 1943